# 大人の昭和レトロ探求
大人の昭和レトロ探求（おとなのしょうわレトロ探求）は、CS放送チャンネル（SKY PerfecTV!279ch）MONDO21 そして TV Japan で放送されたバラエティ番組。

## 概要
昭和をこよなく愛す漫画家・やくみつると庶民文化研究家・町田忍が、二人が生きた古き良き昭和という時代を振り返りつつ、21世紀に今なお残る昭和を探訪するバラエティ。

## 出演
- やくみつる
- 町田忍

## ナレーター
- 梅崎之梨子

## スタッフ
- 構成：市川幸宏
- ディレクター：藤枝誠
- プロデューサー：蔵本悟次